# الجول (حجر)

تعديل مصدري - تعديل

الجول هي إحدى قرى عزلة الجول بمديرية حجر التابعة لمحافظة حضرموت، بلغ تعداد سكانها 255 نسمة حسب تعداد اليمن لعام 2004.